# Башки (Латвия)
Ба́шки (латыш. Bašķi) — населённый пункт в Прейльском крае Латвии. Входит в состав Рушонской волости, расположен на берегу озера Эйкшу у региональной автодороги P62 (Краслава — Прейли — Мадона). По данным на 2018 год, в населённом пункте проживало 89 человек.

## История
В советское время населённый пункт входил в состав Рушонского сельсовета Прейльского района. В селе располагался цех № 4 комбината дорожно-строительных материалов.